# Aurel Ardelean
Aurel Ardelean (n. 4 iulie 1939 – d. 26 decembrie 2018) a fost un senator român în legislatura 2004-2008, ales în județul Arad pe listele partidului PRM. Aurel Ardelean a fost membru al grupului parlamentar PRM până în septembrie 2008, când a devenit independent. În cadrul activității sale parlamentare, Aurel Ardelean a fost membru în grupurile parlamentare de prietenie cu Republica Slovenia, Republica Arabă Siriană, Malaezia și Republica Lituania. Aurel Ardelean a înregistrat 232 de luări de cuvânt în 134 de ședințe parlamentare. Aurel Ardelean a inițiat 181 de propuneri legislative din care una a fost promulgată lege. Aurel Ardelean a fost membru în următoarele comisii: 
- Comisia pentru învățământ, știință, tineret și sport
- Comisia pentru drepturile omului, culte și minorități
- Comisia pentru afaceri europene a Parlamentului României

Aurel Ardelean a fost ales cetățean de onoare al municipiilor Arad, Baia Mare, Sebiș și Chișineu - Criș.

## Activitate academică
- Fondator Universitatea de Vest Vasile Goldiș din Arad.[3]

- Rector la Universitatea de Vest Vasile Goldiș din Arad.

- Doctor în Științe Biologice din anul 1980, Universitatea Babes-Bolyai, Cluj-Napoca.

- Conducător științific pentru teze de doctorat: Domeniul Biologie.

- Titlul academic: Membru corespondent al Academiei de Știinte Medicale din România.

Începând cu anul 2001, Aurel Ardelean a condus doctorate în domeniul biologiei în Universitatea din Oradea, iar din anul 2009 a condus Școala Doctorală de Biologie din cadrul Universității de Vest „Vasile Goldiș” din Arad. A fost președintele Fundației pentru Biologie celulară și moleculară din România și președintele Societății Române de Biologie.